# Горлянка женевська
Горлянка женевська (Ajuga genevensis L.) — багаторічна трав'яниста рослина роду горлянка родини глухокропивові.

## Опис
Це багаторічна трав'яниста рослина. Стебло просте, 10—40 см заввишки, рівномірно запушене. Прикореневі листки видовженоеліптичні або майже лопатчасті, короткочерешкові або сидячі; верхівкові — трилопатеві, сидячі, синюваті. Квітки неправильні, сині, зрідка — рожеві або білі, зібрані в кільця, що утворюють рідкий колос. Плід — горішок. Цвіте у квітні — червні.

## Поширення
Вид поширений в різних місцях по всій Європі, включаючи Швецію, Францію, Італію, Велику Британію і від Македонії до Кавказу. Рослина також у дикій природі інтродукована в Північній Америці. Він використовується як декоративна рослина в садах у всьому світі.
Горлянка женевська росте по всій території України (на півдні — рідкісна) на сухих луках і степових схилах, узліссях, по чагарниках, у лісах.